# Amba Alagi
Amba Alagi es una montaña (o amba) de Etiopía, con una altura de 3,438 metros. Se encuentra ubicada en la región de Tigray, en el norte de Etiopía, y más concretamente en la zona de Debubawi (sur). La Amba Alagi domina la carretera que va de Mekele a Maychew; debido a su ubicación estratégica, la montaña fue el escenario de numerosas batallas. La Primera Batalla de Amba Alagi dio inicio a una serie de batallas entre el general Oreste Baratieri y el emperador Menelik II durante la primera guerra ítalo-etíope.
Como Anthony Mockler lo describe:
Era una verdadera amba, de superficie plana, cubierta de grietas, cañones y cuevas, inexpugnable al norte y al noreste, donde el Tug Gabat corre alrededor de sus flancos a través de escarpados barrancos, cayendo abruptamente en la retaguardia del espolón de Antalo, detrás del cual yace la amplia llanura de Mahera.

## Historia
La primera mención de Amba Alagi se encuentra en la Crónica del Emperador Baeda Maryam I (1468-1478 d. C.), quien personalmente dirigió una expedición contra los Dobe'a, que vivían alrededor de Amba Alagi y asaltaban las rutas de las caravanas. En el siglo XIX, Ras Wolde Selassie controló el amba, y el 18 de agosto de 1811 lo utilizó para encarcelar a Gebre Guro, el hermano de Sabagadis, durante 18 meses, porque se había rebelado contra los Ras. El camino construido desde la costa al sur de Magdala durante la expedición británica a Abisinia de 1868 pasaba a través de Amba Alagi. Una generación más tarde, la montaña fue el escenario de una batalla en febrero de 1889 entre Ras Alula Engida y Ras Seyoum Gebre, en la que Alula fue herido. Más tarde se libró la Segunda Batalla de Amba Alagi durante la Segunda Guerra Mundial.